# Lesticus auripennis
Lesticus auripennis es una especie de escarabajo del género Lesticus, familia Carabidae. Fue descrita científicamente por Zhu & Shi&Liang en 2018.
Se distribuye por China. La longitud del cuerpo es de aproximadamente 19,5-23,8 milímetros, anchura máxima de los élitros 7,2-8,7 milímetros. La cabeza, el pronoto y el apéndice son negros y brillantes.